# Авъл Цецина (писател)
Вижте пояснителната страница за други личности с името Авъл Цецина.
Авъл Цецина  (на латински: Aulus Caecina) е римски писател и оратор на късната Римска република.

## Биография
Баща му със същото име е от Volaterrae e защитаван през 69 пр.н.е. от Цицерон в още запазена реч (pro A. Caecina). Синът е споменаван в много писма на Цицерон и е много добър негов приятел.
Той е експерт по гадателското учение на етруските (Etrusca disciplina) и предсказва на заточения Цицерон неговото завръщане в Рим през 57 пр.н.е. Също е и добър оратор.
В гражданската война през 49 пр.н.е. се бие на страната на Помпей. Той издава остра критика срещу Юлий Цезар и е заточен в Сицилия, където издава произведението си Querelae, в което се отказва от предишните си изказвания. Тогава през 46/45 пр.н.е. Цицерон и други негови приятели се опитват да издействат прошка от Цезар. Цецина е споменат в писмо на Цицерон от май 43 пр.н.е., когато е вече в Рим.
Цецина има син, който е при него, когато е заточен в Сицилия, и след това отива при Цицерон в Рим и още едно дете.